# 17 Lyrae
17 Lyrae, som är stjärnans Flamsteed-beteckning, är en multipelstjärna i den mellersta delen av stjärnbilden Lyran. Den har en kombinerad skenbar magnitud på ca 5,22 och är svagt synlig för blotta ögat på platser där ljusföroreningar ej förekommer. Baserat på parallaxmätning inom Hipparcosuppdraget på ca 24,1 mas, beräknas den befinna sig på ett avstånd på ca 136 ljusår (ca 42 parsek) från  solen. Den rör sig bort från solen med en heliocentrisk radialhastighet av ca 4 km/s.

## Multipelstjärnans komponenter
17 Lyrae innehåller två synliga komponenter, betecknade A och B, separerade med 2,48 bågsekunder år 1997. Primärstjärnan är en enkelsidig spektroskopisk dubbelstjärna med en omloppsperiod av 42,9 dygn.
Tidigare antog man att det fanns en fjärde stjärna i konstellationen, den röda dvärgdubbelstjärnan Kuiper 90, betecknad 17 Lyrae C, tills det var uppenbart att stjärnans parallax och egenrörelse var alltför avvikande för att den skulle kunna vara en del av systemet. Separationen mellan 17 Lyrae AB och C ökar snabbt, från mindre än 2 bågminuter år 1881 till nästan 5 bågminuter år 2014.
Ett antal andra visuella följeslagare har katalogiserats. Den närmaste är en stjärna av 11:e magnituden separerad med 39 bågsekunder, och den ljusaste är BD + 32 3325 med drygt 2 bågminuters separation.

## Egenskaper
Primärstjärnan 17 Lyrae A är en blå till vit stjärna i huvudserien av spektralklass F0 V. Den har en massa som är ca 1,6 solmassor, en radie som är ca 2,5 solradier och utsänder ca 16 gånger mer energi än solen från dess fotosfär vid en effektiv temperatur på ca 6 900 K. Den har katalogiserats som en Am-stjärna men antas nu vara en relativt normal snabbt roterande stjärna.
Den synliga följeslagaren 17 Lyrae B är en stjärna av 9:e magnituden av okänd spektraltyp. Den spektroskopiska följeslagaren kan inte urskiljas i spektrumet och dess egenskaper är osäkra. Svaga skarpa spektrallinjer som kontrasterar med de breddade linjerna från primärstjärnan kan komma från ett skal av material runt stjärnorna.